# 지리산
지리산(智異山)은 경상남도의 하동군, 함양군, 산청군, 전라남도의 구례군, 전북특별자치도의 남원시 등 3개 도, 5개 시군에 걸쳐있는 산이며 백두대간의 종점이다. 1967년 최초의 대한민국의 국립공원으로 지정되었으며 대한민국에서는 483.022km2의 가장 넓은 면적을 지닌 산악형 국립공원이다. 둘레가 320여km나 되는 지리산에는 셀 수 없이 많은 봉우리가 천왕봉(1,915m), 반야봉(1,732m), 노고단(1,507m)을 중심으로 병풍처럼 펼쳐져 있으며, 20여 개의 능선 사이로 계곡들이 자리하고 있다. 1967년 12월 29일 대한민국 최초의 국립공원으로 지정되었다. 지리산은 예로부터 영산으로 추앙받아 왔으며, 이에 따른 고찰이 많고 근·현대 문화재도 많이 남아 있는 중요한 산이다.

## 백두대간
지리산은 백두대간 끝자락에 자리 잡고 있다. 지리산의 뜻은 다름을 아는 것, 차이를 아는 것, 그리고 그 다름과 차이를 인정하는 것을 의미한다. 또 다른 뜻으로는 어리석은 사람이 머물면 지혜로운 사람이 된다는 뜻이다. 또 백두산의 맥이 흘러 내려왔다고 하여 두류산(頭流山)이라고도 불렸다.

## 역사
서산대사의 횡령암기에는 반야봉 좌우의 두 봉우리인 황령과 정령에 한나라 소제 3년 마한의 왕이 진한과 변한의 난을 피하여 지리산에 와서 도성을 쌓고 고개의 이름을 두 장수의 이름을 따서 붙였다고 기록되어 있다. 역사학계에서는 정설로 인정되지 않지만 달궁 계곡 근처에 이 기록을 뒷바침해 주는 지명들이 구전되어 내려온다. 지리산은 쫓겨온 자들의 땅이었다. 항일의병, 동학혁명군, 항일빨치산, 한국전쟁의 빨치산도 이곳에 몸을 숨겼다.

## 산의 지리
지리산은 행정 구역 상으로 3도, 1시 4군, 15면  경상남도 함양군과 산청군, 하동군, 전북특별자치도 남원시, 구례군에 걸쳐 있다.
남한에서 한라산 다음으로 높은 산이다. 최고 높이는 1,916.77 m (천왕봉)이다. 산이 차지하는 총면적은 483.022 km2(서울시 면적의 3분의 2)이며, 둘레는 320 km에 달한다.

### 봉우리
천왕봉, 반야봉, 노고단 등을 잇는 25.5km의 주능선 상에 토끼봉, 명선봉, 영신봉, 촛대봉 같은 1,000m를 넘는 준봉들이 자리를 하고 있다.
- 천왕봉(1,916.77m)
- 반야봉(1,732m)
- 노고단(1,507m)
- 중 봉(1,874m)
- 하 봉(1,781m)
- 제석봉(1,806m)
- 삼도봉(1,533m)
- 토끼봉(1,538m)
- 촛대봉(1,703m)

### 계곡
산이 높으면 골도 깊다. 칠선계곡, 한신계곡, 뱀사골, 피아골, 한수골, 도장골, 목동골, 대성골 등의 계곡이 지리산에 안기워 있다. 이 계곡들의 물이 각각 남북으로 흘러 낙동강의 지류인 남강이 되어 함양과 산청으로 흐르고, 또 하나는 마이산에서 흘러온 물을 만나 섬진강이 된다. 뱀사골 계곡의 폭포가 있는 곳은 국내에서 수심이 가장 깊은 곳으로 유명하다.

## 문화재

### 고찰
지리산의 산자락에는 화엄사, 연곡사, 구례 천은사, 쌍계사, 실상사, 대원사, 칠불사, 벽송사와 같은 이름난 사찰이 있다.

## 생태계

### 식물

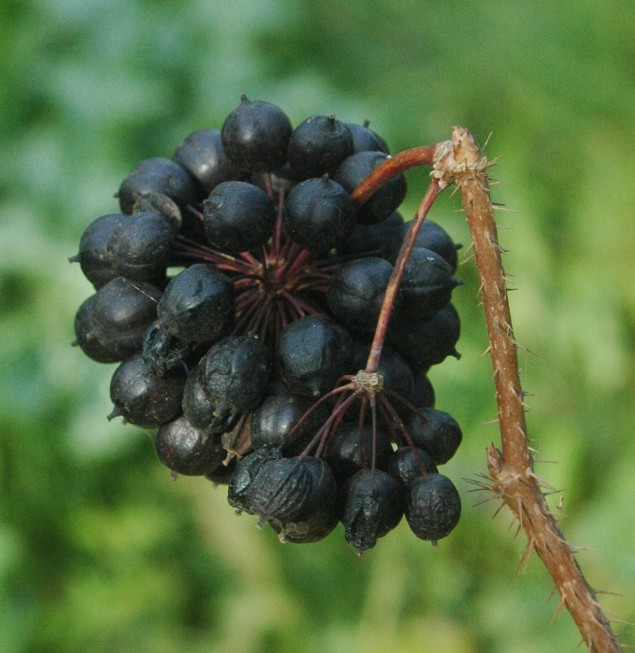
가시오갈피나무

지리산에는 대략 1500종류의 식물이 자라는 것으로 알려져 있다. 이것은 대한민국에서 한라산을 제외하고는 가장 많은 종류의 식물이 자라는 것이다. 세계적으로 우리나라에만 자라는 특산식물도 있다. 환경부가 멸종위기야생식물로 지정해 보호되고 있는 가시오갈피나무, 깽깽이풀, 기생꽃, 세뿔투구꽃, 자주솜대, 천마, 히어리 등이 있다.
이처럼 풍부한 지리산 식물들 가운데는 북방계 식물 또는 고산식물로 분류할 수 있는 구름병아리난초, 금강애기나리, 기생꽃, 너도바람꽃, 땃두릅나무, 만병초, 산오이풀, 자주솜대, 참바위취, 회목나무 등이 포함되어 있다.
이들은 지리산을 대표할 만한 식물들로 다른 산에서도 볼 수 있지만, 이곳이 이들의 분포의 남방한계선에 해당하므로 의미가 있다. 북방계 식물들이 지리산 높은 곳에 자라고 있는 것은 빙하기 때 남쪽으로 내려왔던 북쪽 식물들이 날씨가 따뜻해지면서 고산지역에만 살아남게 되었기 때문이다.
지리산에서 처음 발견되어 '지리'또는 '지리산'이 붙은 식물들도 있다. 하지만 지리산에서 처음 발견되어도 '지리'또는 '지리산'이 붙지 않은 식물도 있다.
지리산에 다양한 식물이 살 수 있는 것은 독특한 조건을 갖춘 식물생육지들이 많기 때문이다. 가장 중요한 생육지는 고산능선으로서 해발 1500m 이상의 지역에 길게 형성된 능선에 특별한 식물들이 자라고 있다. 주릉 곳곳에 발달한 바위봉우리나 초원에는 귀한 식물이 많다.
왕등재 부근의 해발 1000m 지역에서 발견된 대표적인 슾지 왕능재늪은 감자개발나물, 닭의난초, 동의나물, 방울새난, 세모부추, 숫잔대, 애기부들등 습지식물들이 군락을 이루고 있다.

#### 해충방제
소나무 재선충에 감염된 나무가 1그루 발견된 이후 실시된 특별예찰 결과 추가 감염목은 없는 것으로 나타났다.

### 동물

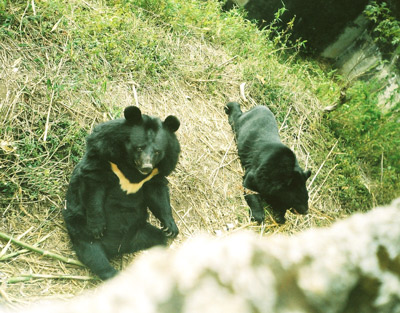
지리산에 있는 반달곰과 비슷한 종류의 곰

지리산은 여러 동식물의 낙원으로서 지리산 국립공원의 야생동물의 종류는 89종으로 이중 텃새가 37종, 여름새가 33종, 겨울새가 12종, 통과새가 7종이다. 우점종은 어치이고 붉은머리오목눈이, 박새, 노랑턱멧새, 동고비, 쇠박새, 직박구리 순으로 우점도가 높다. 천연기념물로는 큰소쩍새, 소쩍새, 붉은배새매, 올빼미, 새매, 재두루미 등 7종이 관찰된 적이 있다. 희귀조류 중 나무발발이는 관찰 기록만 있고 바위종다리는 저지대에서 관찰된 적이 있다. 평지에서 번식하는 종으로 알려져 있는 검은딱새, 붉은뺨멧새가 노고단 1,500m 고지에서 번식하고 있다.
지리산은 야생동물 서식에 알맞은 울창한 수림과 먹이가 충분하기 때문에 야생동물에게는 낙원이다. 지금까지 학계에 조사, 보고된 지리산 서식동물은 포유류가 15과 41종, 조류가 39과 165종, 곤충류가 215종 등 총 421종이다. 포유류의 경우에는 멧돼지나 고라니, 너구리, 청설모등 포유동물이 많이 서식한다. 대한민국의 여러 멸종위기 동물이 서식하는 장소이다. 하늘다람쥐, 삵, 담비, 수달, 반달가슴곰이나 아무르표범등이 서식한다. 이들은 대부분 촬영된 지리산북부사무소 야생동식물보호단이 서식지 인근에 10여대의 무인센서카메라를 설치, 2004년부터 2년여간 활동 장면을 찍은 것들이다. 이 가운데 하늘다람쥐는 지리산에서 처음으로 서식이 확인되었으며, 이들이 발견되는 것은 원시림, 계곡의 수질이 복구되고 있다는 증거라는 분석이 있다.
또한 지리산은 국립공원관리단이 반달가슴곰 복원사업을 시작한 곳이다. 지금까지 방사된 곰의 숫자는 28마리이며, 6마리는 폐사하고 4마리는 적응을 하지 못해 회수되었다. 하지만 나머지는 겨울나기를 성공적으로 하고 번식을 하는 등 야생화 하고 있다는 조짐이 있다. 50마리 이상이 야생화에 성공했을 때 전국 각지에도 복원사업을 실시한다는 계획이다.
옛날에는 지리산에 아무르표범(한국표범)이나 시베리아호랑이(한국호랑이)가 살았다고 하나 거의 사라진 것으로 보고 있었다. 하지만 목격담과 발자국 흔적으로 인해 적은 수나마 생존할 가능성이 높다.

## 등산로와 대피소

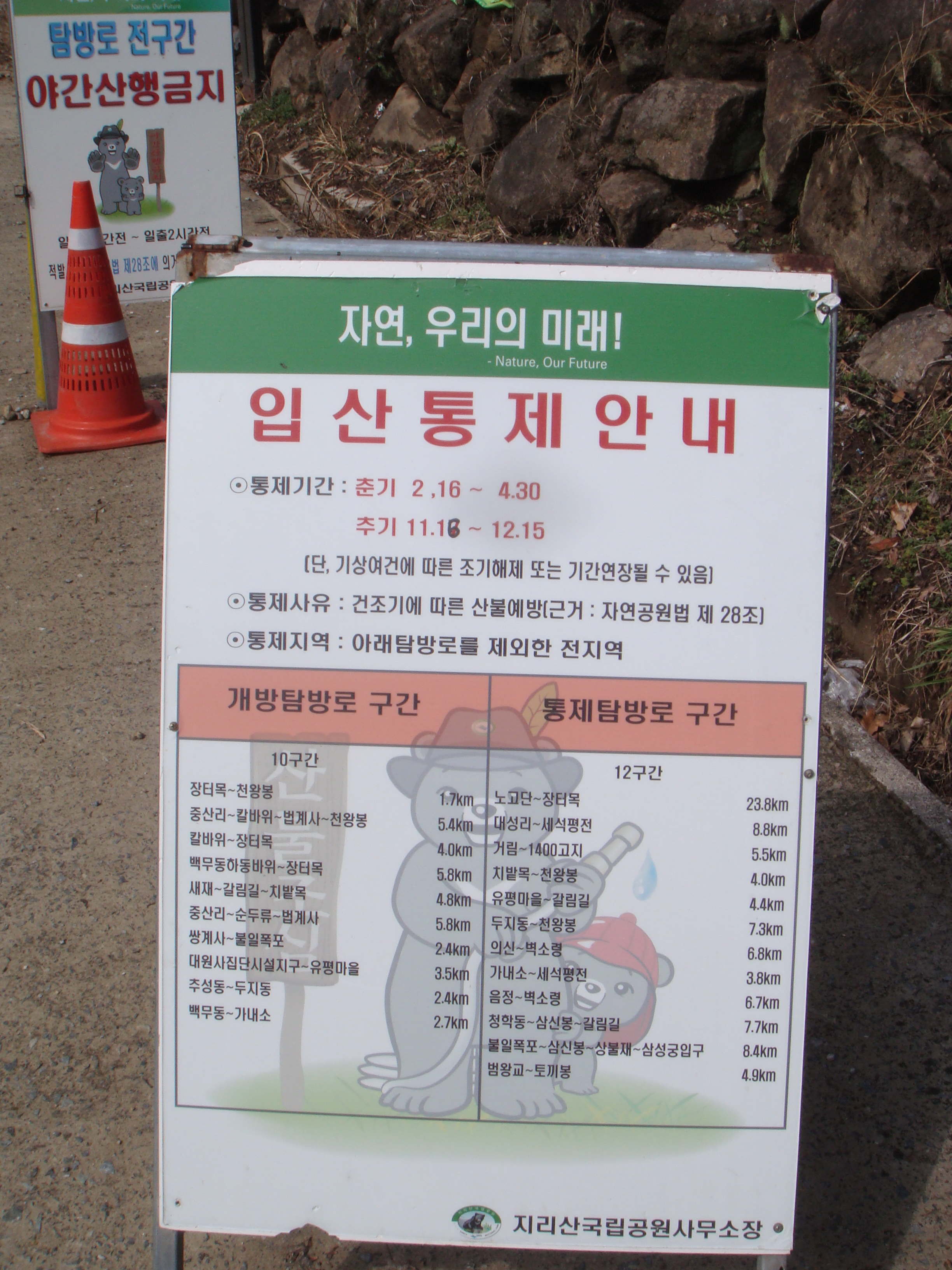
등산로 통행안내 표지판

지리산은 주릉이 동서방향으로 약25km정도를 뻗어있고, 1000m가 넘는 준봉들을 잇는 능선은 전체적으로 완만하고 샘이 많아 좋은 등산로이다. 또한 깊은 계곡이 있어 남북 방향으로는 계곡에서 시작하는 등산로가 많다. 가장 높은 봉우리인 천왕봉을 직접 오르는 길은 동쪽의 중산리와 백무동을 거치는 길이다. 서쪽 지역은 계곡이 아름다운 뱀사골과 길이 뚫려 접근하기 쉬운 성삼재-노고단 코스이다.
주릉을 종주하는 코스는 고전적으로는 화엄사에서 대원사까지의 길인데, 근래에는 성삼재에서 시작하는 경우가 많다. 화엄사-대원사 산행길은 대략 2박 3일에서 3박 4일이 걸리는 길로, 화엄사에서 노고단까지 7km까지는 힘든 편이나 노고단에서 화개재까지는 큰 어려움은 없다. 토끼봉의 가파른 비탈을 올라 연하천에서 1박을 하고, 벽소령과 세석을 지나 장터목에서 2박을 한다. 마지막날 천왕봉에서 일출을 보고 하산한다. 최근에는 인월 덕두산이나 바래봉에서 시작해 산청 웅석봉까지 4박 5일(혹은 5박 6일)에 걸쳐 종주에 나서는 이들도 있다.
중산리를 시작해서 천왕봉에 이르는 산길은 천왕봉을 가장 빠르게 오르는 길로 가장 인기 있는 산행코스여서 봄, 가을 입산금지 기간에도 산행이 허용된다. 중산리에서 장터목으로 가는 유암폭포 코스와 장터목을 거치지 않는 법계사 코스가 있다. 칼바위까지는 경사가 급하다. 칼바위에서 장터목 코스와 법계사 코스가 갈라진다. 법계사 코스는 가깝기는 하지만 로타리 산장에서 천왕봉까지는 경사가 급하나, 일출을 보려면 이 길을 택해야 한다. 법계사 코스는 5.4km로 약 4시간이 걸린다.
그 외에도 백무동을 기점으로 하는 한신계곡 코스, 쌍계사를 기점으로 하는 삼신봉 코스, 뱀사골을 기점으로 하는 뱀사골계곡 코스, 피아골을 기점으로 하는 피아골 코스, 산동면을 기전으로 하여 만복대에 오르는 코스 등이 있다.
최근에 5, 6월과 9, 10월에 제한적으로 개방하는 칠선계곡 코스가 있다. 칠선계곡 코스는 지리산의 계곡중 하나인 칠선계곡을 따라 진행한다. 남한의 3대 계곡중 하나로 설악산의 천불동 계곡, 한라산의 탐라 계곡과 함께 선정된다. 계곡은 천왕봉의 서북쪽에서 발원하여 폭포 7개소, 소 33개소를 거쳐 약 18km 정도 흐르다가 임천에서 다른 계곡들과 합류한다. 등산로는 9.7km로 함양군 마천면 추성마을부터 시작한다. 여기서 비선담까진 4.3km로 상시개방구역이기 때문에 정비가 잘 되어있고 경사가 비교적 완만한 편이다. 하지만 비선담에서 통제소가 나오고 이 때부터 등산 난이도가 급격하게 올라가며 본격적으로 칠선계곡 등산을 시작한다. 계곡 옆을 따라 올라가거나 건너기 때문에 풍경이 시원하고 좋지만 정비되어있지 않고 가파른 돌길을 계속해서 지나가게된다. 그렇게 3.7km를 올라가게되면 해발 1310m에 위치한 마지막 폭포, 마폭포에 도달하며 이 곳에서 마지막으로 식수를 보충할 수 있다.  여기서부터 천왕봉까진 1.7km이지만 해발을 605m를 끌어올려야하기 때문에 약 35%의 급경사를 타게된다. 이렇게 약 1.4km를 급격하게 치고 오르게되면 철계단이 나타나는데 이 철계단을 오르게되면 비로소 천왕봉에 도달하게 된다. 천왕봉 당일치기 등정코스중에 가장 난이도가 높다.

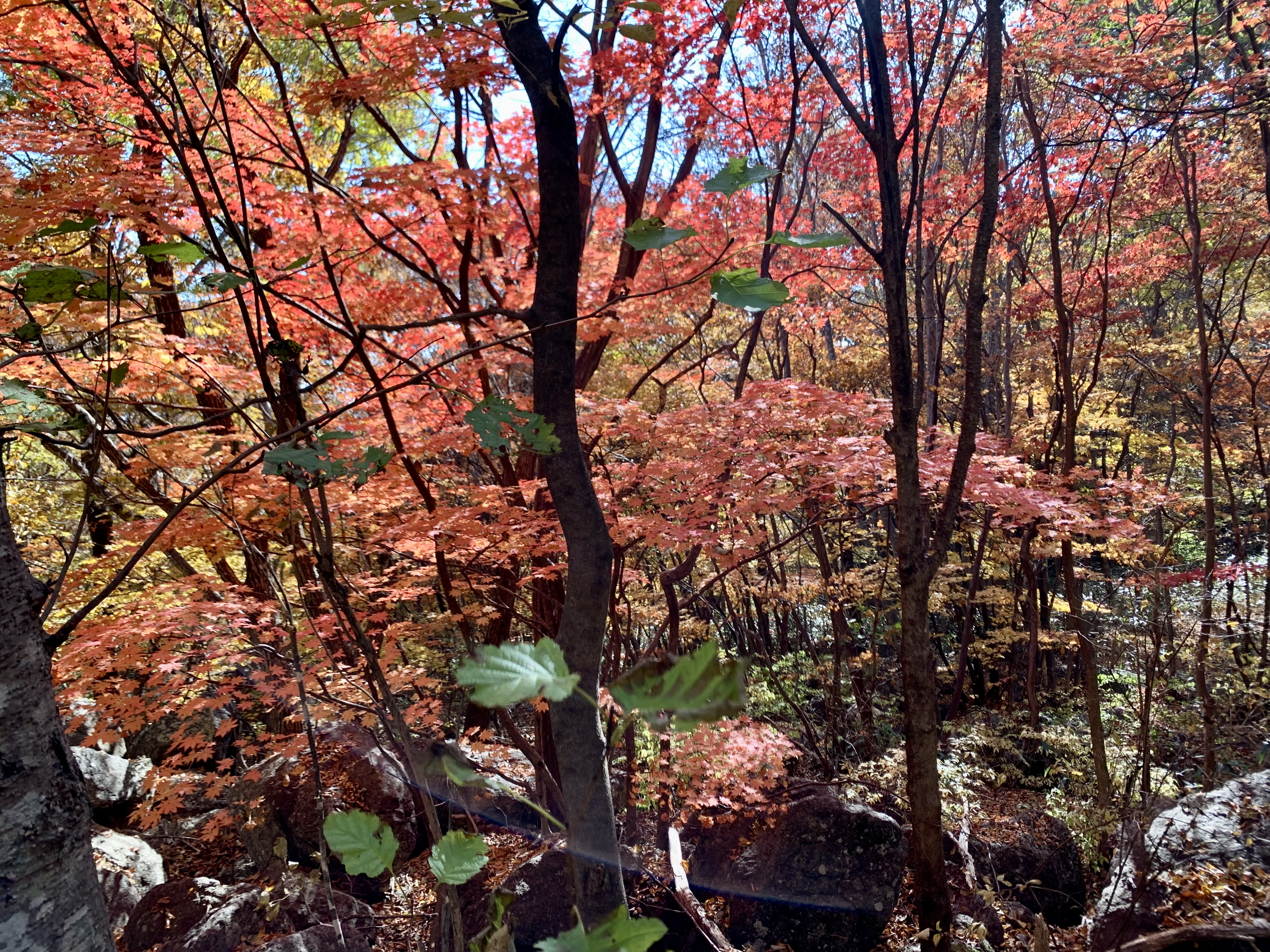
20221101 지리산

### 벽소령 대피소
벽소령 대피소는 지리산 국립공원내에 있는 대피소로 경상남도 하동군 화개면 대성리 산4에 위치하고 있다.
비교적 최근인 1996년에 지어진 대피소로 120명이나 수용할 수 있어 규모가 큰 편(449.0m²)에 속하나, 샘터가 500m가량 아래로 내려가야 있어 주릉에 있는 대피소 중에 가장 물을 구하기 어렵다.

### 연하천 대피소
연하천 대피소는 지리산 국립공원내에 있는 대피소로 전북특별자치도 남원시 산내면 부운리 산120에 위치하고 있다. 1982년에 건축하였으며, 면적은 72.00m²이고, 40명을 수용할 수 있다.

### 노고단 대피소
노고단 대피소는 지리산 국립공원내에 있는 대피소로 전라남도 구례군 산동면 좌사리 110-2에 위치하고 있다. 1987년 건축한 제1대피소(381.0m²/140명 수용) 외에 1994년 제2대피소(315.0m²/50명 수용)를 추가로 건축하였다.

### 피아골 대피소
피아골 대피소는 지리산 국립공원내에 있는 대피소로 전라남도 구례군 토지면 내동리 산368에 위치하고 있다. 1984년에 건축하였으며, 면적은 81.00m²이고, 50명을 수용할 수 있다.

### 뱀사골 대피소
뱀사골 대피소는 지리산 국립공원내에 있는 대피소로 전북특별자치도 남원시 산내면 부운리 산120에 위치하고 있다. 1985년에 건축하였으며, 면적은 157.0m²이고, 80명을 수용할 수 있다.
2007년 3월 25일자로 폐쇄되었다.
2007년 12월말 현재 철거공사 중이다.

### 세석 대피소
세석 대피소는 지리산 국립공원내에 있는 대피소로 경상남도 산청군 시천면 내대리 산325에 위치하고 있다. 종전에 있던 대피소를 1995년에 새로 지었는데, 최근에는190명이나 수용할 수 있어 지리산 국립공원내 대피소 중에 가장 크다(면적 653.0m²) 넓은 세석평전에 위치하고 있는데 주릉에 위치하고 있으면서도 물을 구하기가 쉬워 찾는 사람이 많다. 세석평전에서 북쪽으로 넘어가면 한신계곡이 시작되어 백무동이 있는 마천지구로 이어지고, 남쪽으로는 남부능선이 시작된다.

### 장터목 대피소
장터목 대피소는 발전기를 돌려서 전기를 생산하기 때문에 이용객에게 전기가 제공된다. 하지만 그 양이 넉넉하지는 않아서 개인 침상까지 전기가 제공되지는 않고 중앙 홀에서만 제공된다.
그리고 침상은 개별적으로 독립된 침상이 아니라 다닥다닥 붙어있다. 때문에 비교적 자리가 넓은 구석 자리가 선호도가 높은 편이다.
화장실이 수세식은 아니지만, 2019년 겨울에 재래식 화장실에서 신식 화장실로 바뀌는 공사가 진행되어 비교적 깨끗하다.

### 로타리 대피소
로타리 대피소는 1978년, 로타리클럽 회원들이 기금을 모아 만든 대피소로 2000년, 로타리클럽에서 환경부에 기부 채납하였고, 현재는 국립공원공단이 관리하고 있다.

### 치밭목 대피소
치밭목 대피소는 경상남도 산청군에 위치한 국립공원 대피소로, 수용 인원은 60명이다. 천왕봉~대원사 구간에 위치해있으며, 이곳으로 오는 등산 코스의 난이도가 매우 높기로 유명하다.
전기 이용이 가능하지만 세석대피소처럼 개인 침상에서의 전기 이용은 불가능하고, 중앙 홀에서만 전기 이용이 가능하다. 이곳은 개인 침상이 갖춰져 있다.

## 볼 만한 곳

### 지리 10경
- 천왕봉 일출
- 반야봉 낙조
- 벽소령의 달
- 세석의 철쭉
- 불일현폭
- 노고단의 운해
- 피아골의 단풍
- 연하천 선경
- 칠선계곡
- 섬진강 맑은물

### 박물관
- 지리산빨치산토벌전시관

## 사진

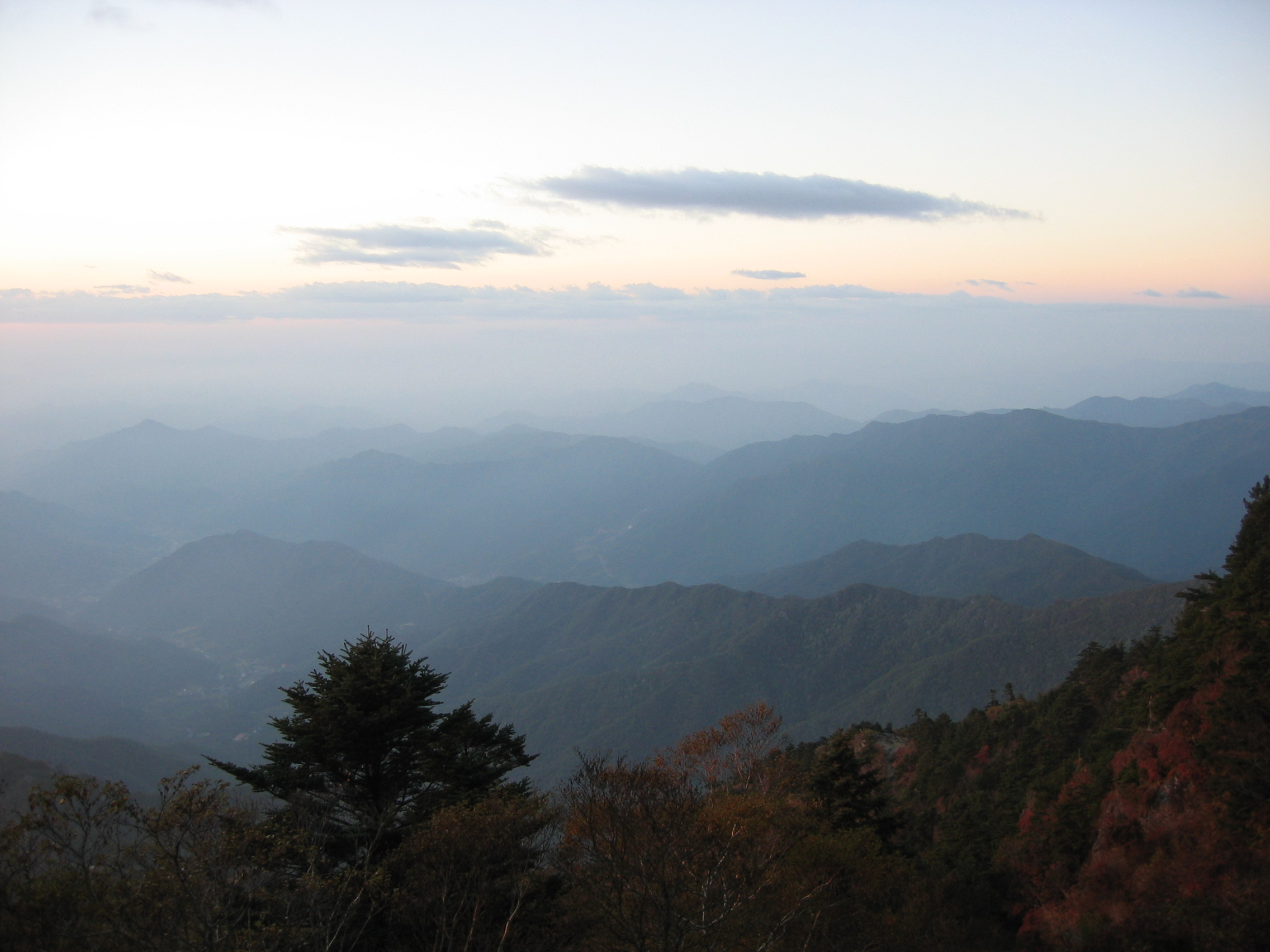
2006년 10월의 지리산
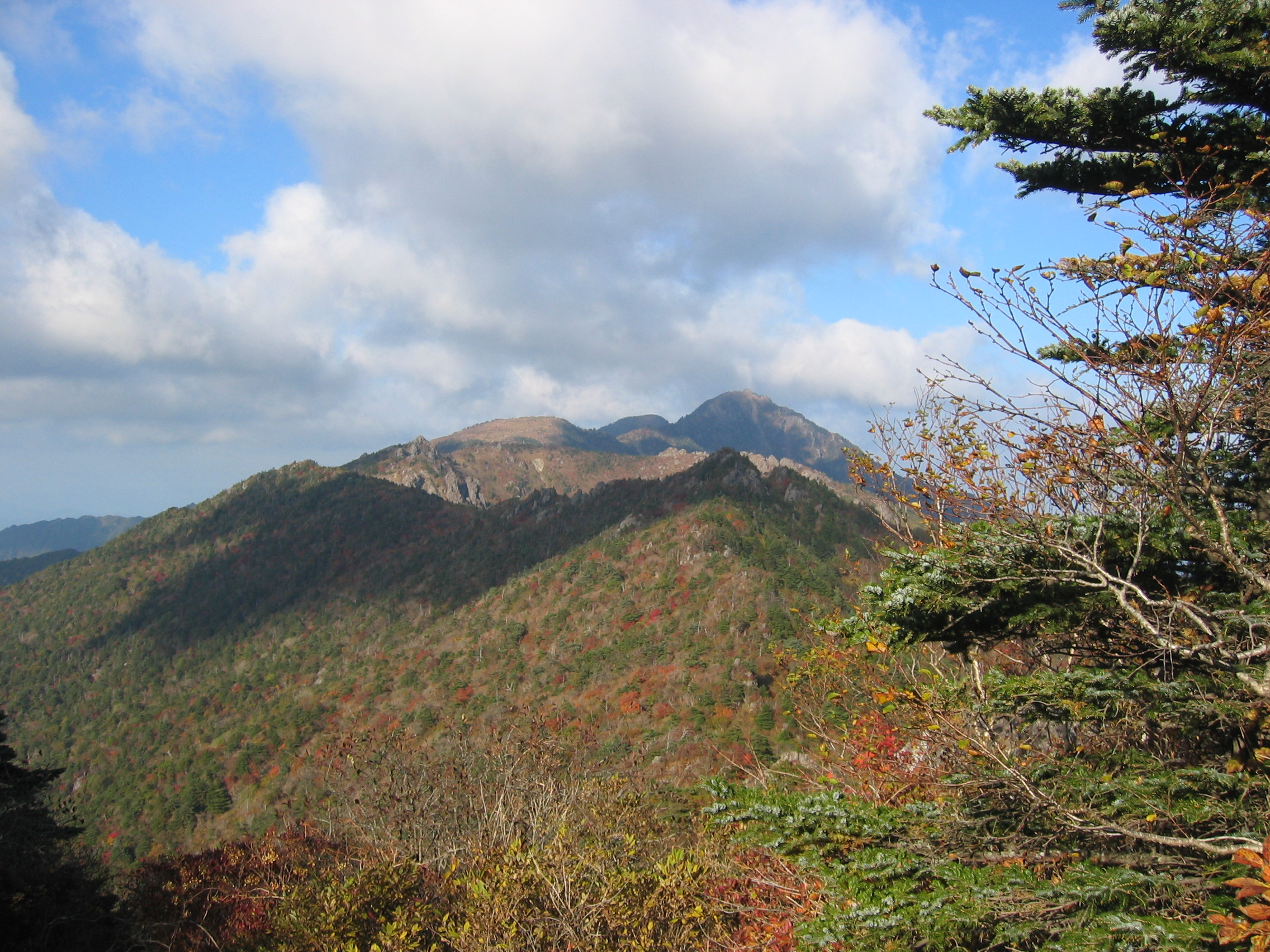
2006년 10월의 지리산
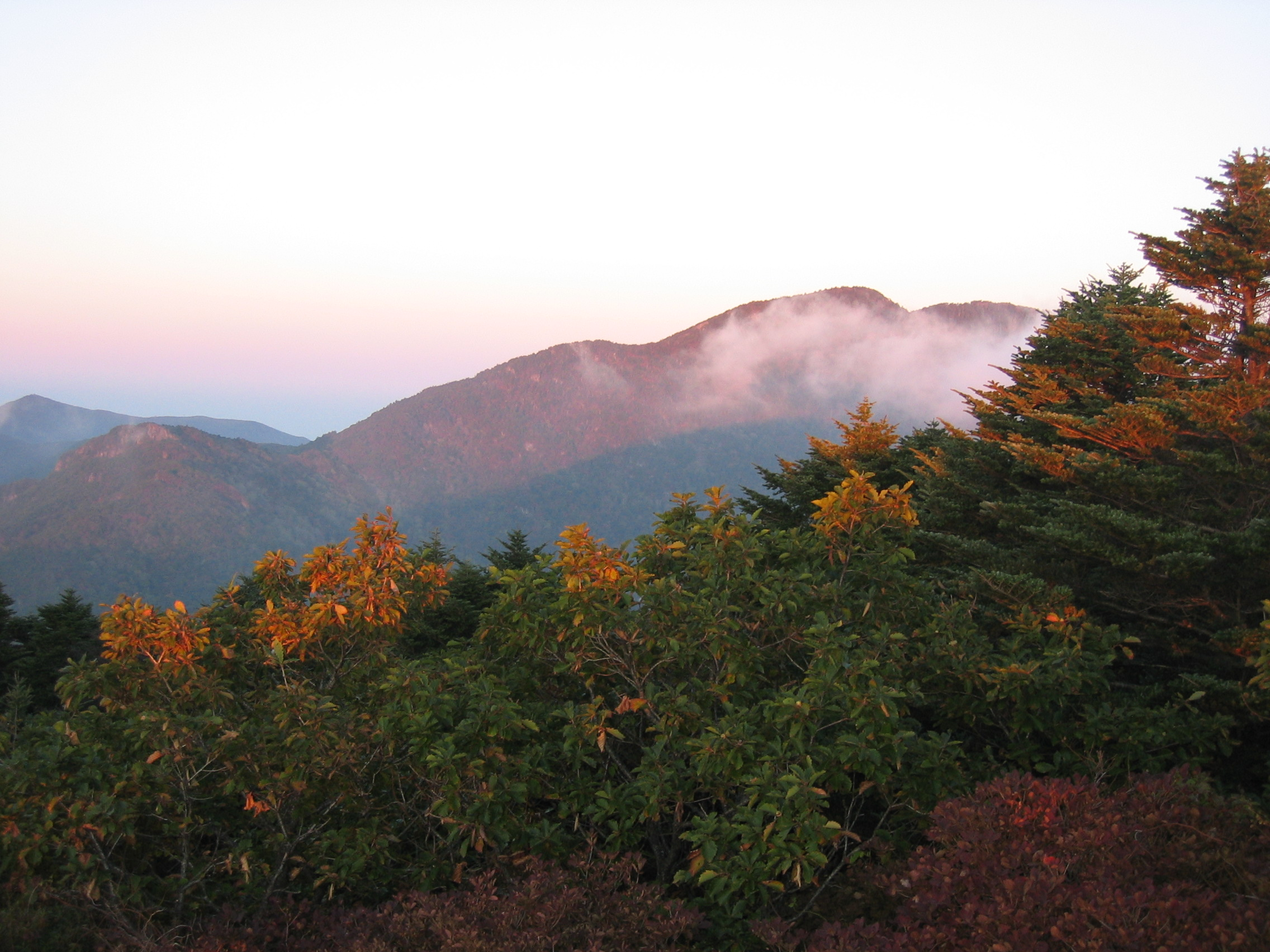
2006년 10월의 지리산
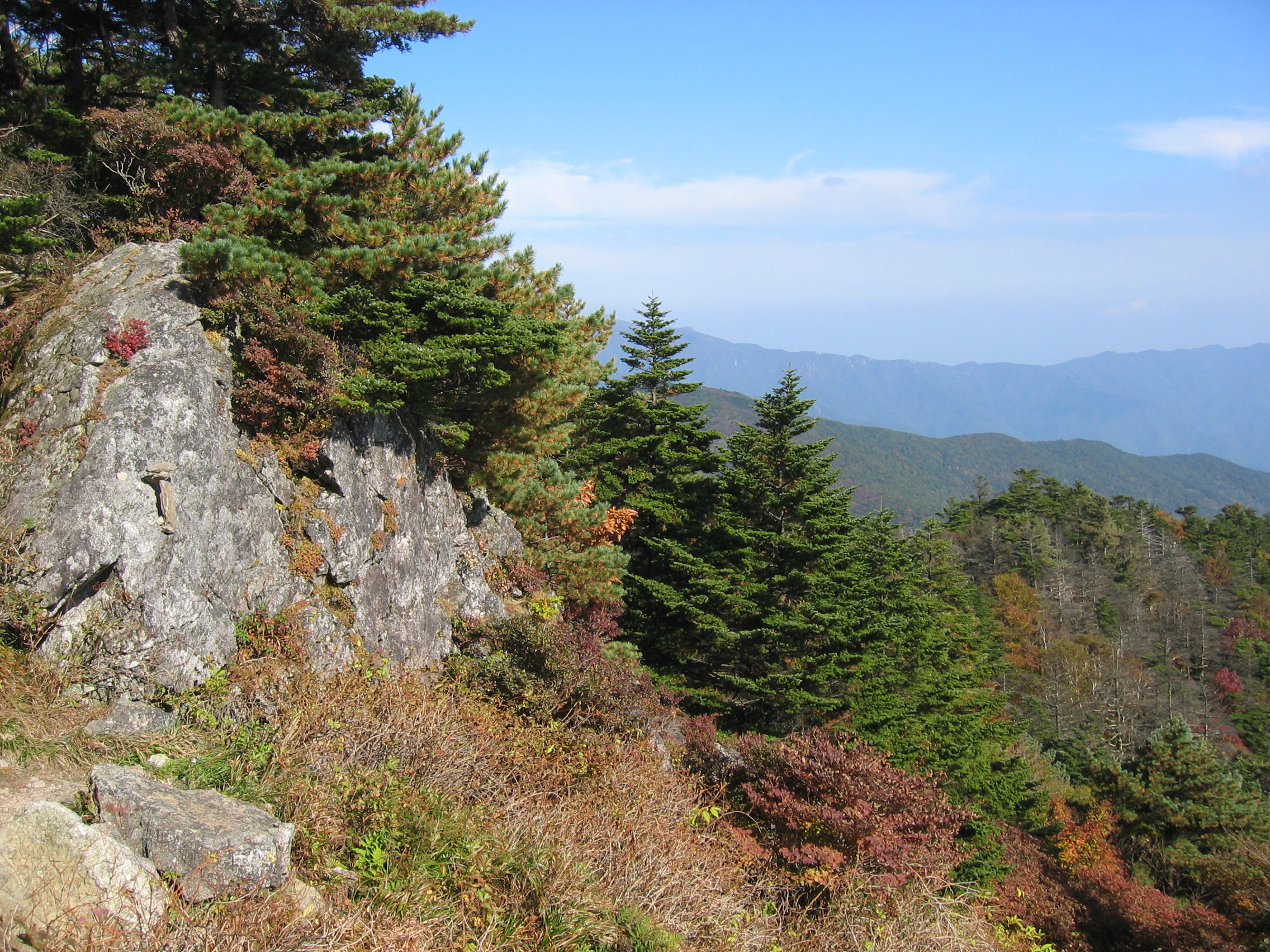
2006년 10월의 지리산
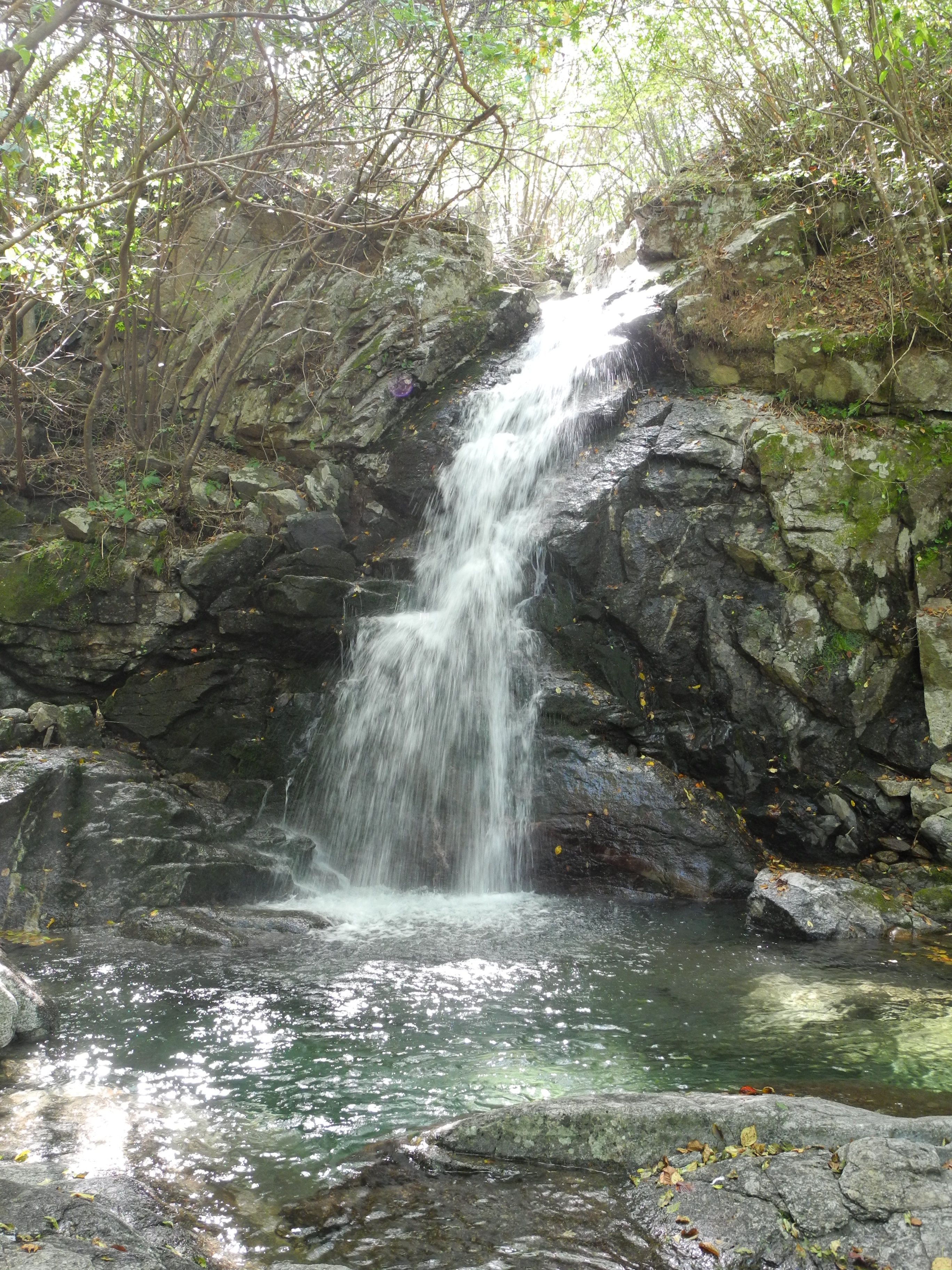
선유폭포
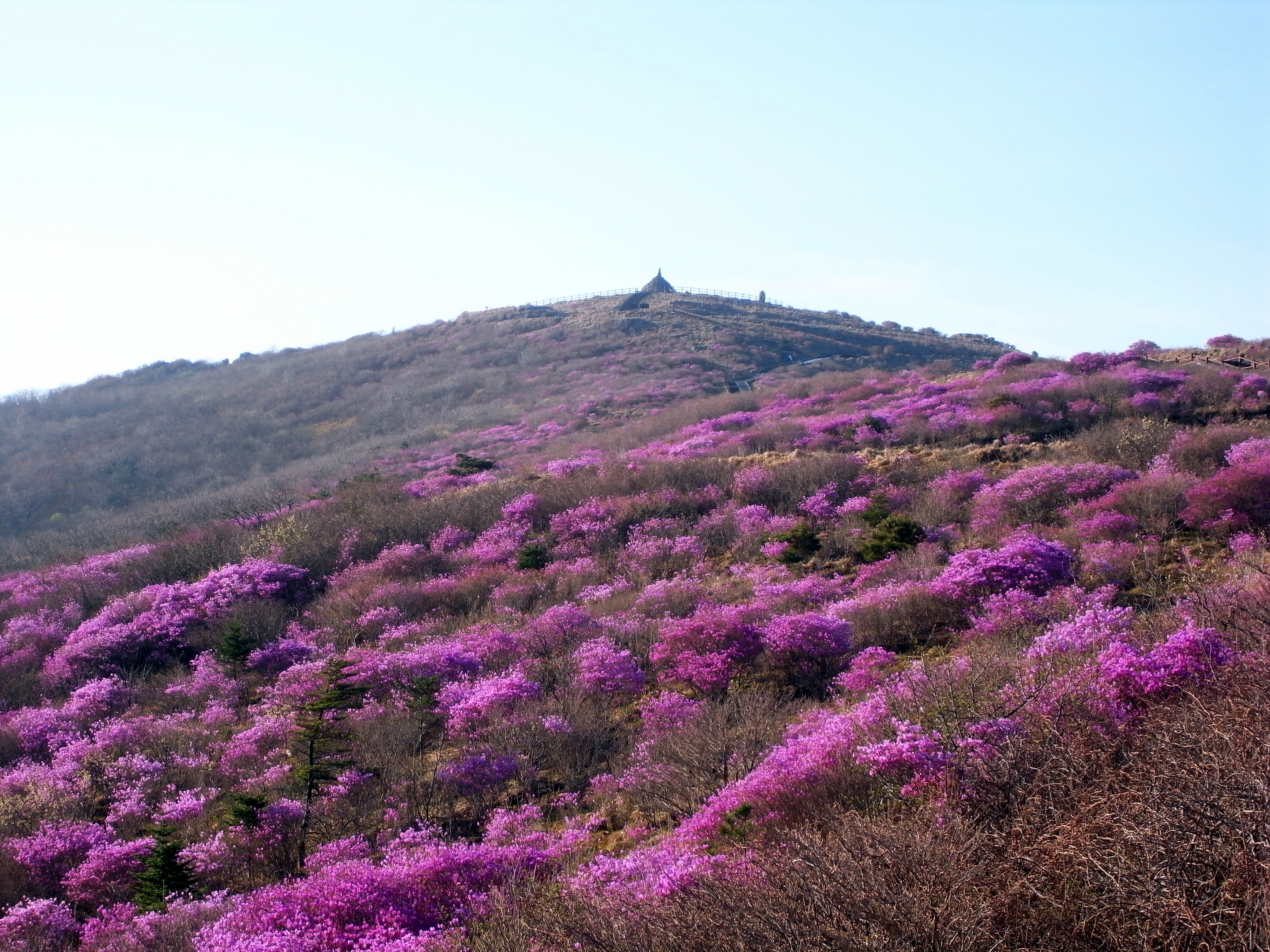
노고단
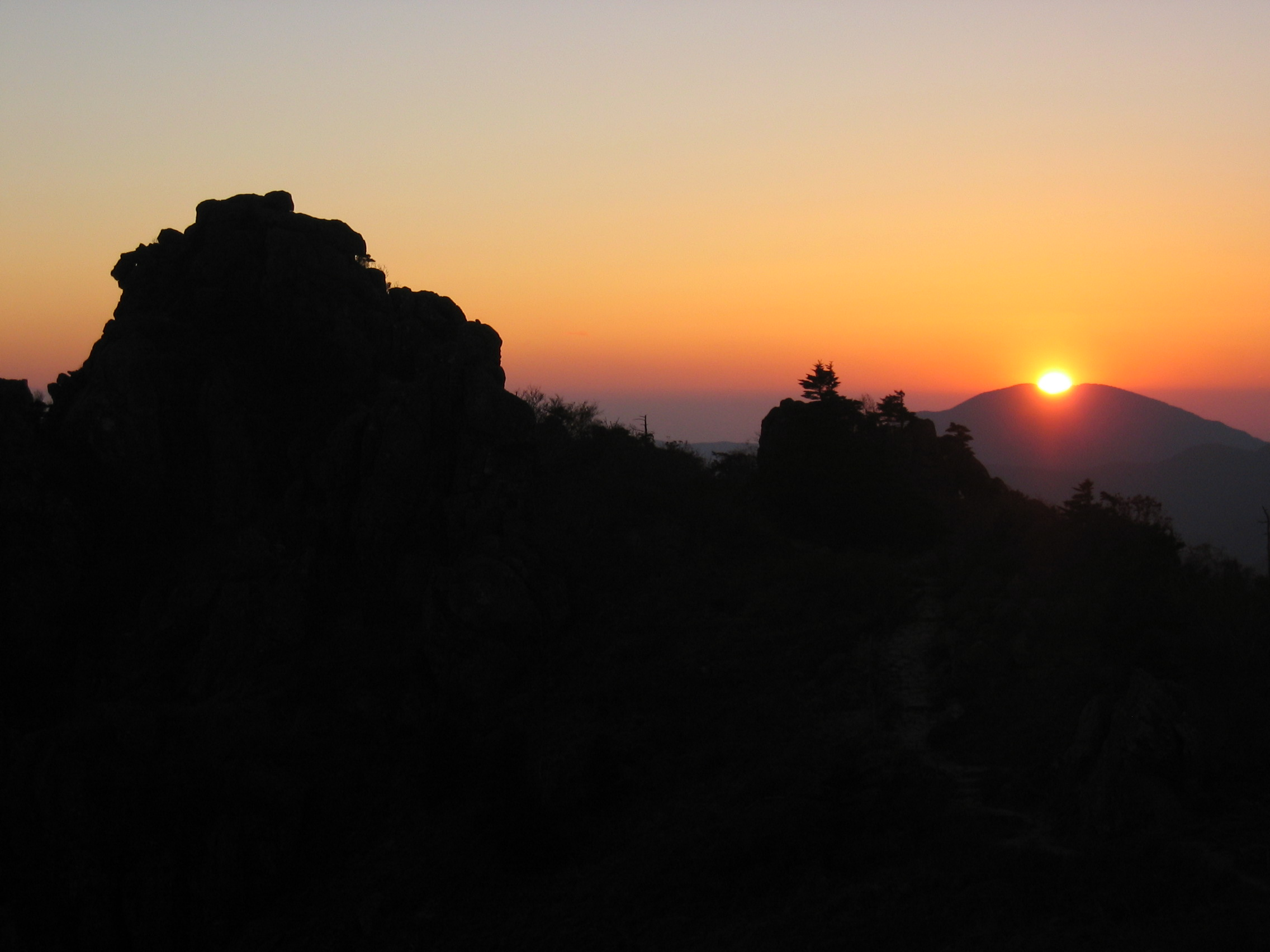
2006년 지리산

## 지리산을 배경으로 하는 TV 프로그램
- 지리산 (tvN 토일 드라마 - 2021년 하반기 방영작)

## 같이 보기
- 한국의 산
- 백두대간
- 낙남정맥
- 지리산성모
- 세도나